# Лучежевичи (Мозырский район)
Лучежевичи (бел. Лучажэвічы) — деревня в Козенском сельсовете Мозырского района Гомельской области Республики Беларусь.

## География

### Расположение
В 1,5 км на северо-запад от Мозыря, от железнодорожной станции Мозырь (на линии Калинковичи — Овруч), 135 км от Гомеля.
Расположена на берегу реки Припять. Рядом с деревней в Припять впадают реки Ипа и Тур.

## Транспортная сеть
Транспортные связи по просёлочной, затем по автодорогам, которые отходят от Мозыря. Планировка состоит из чуть изогнутой улицы, ориентированной с юго-востока на северо-запад, вдоль реки, от которой на юг отходят 5 переулков. Застройка деревянная, усадебного типа.

## История
По письменным источникам известна с XVIII века как деревня в Мозырском старостве. Под 1724 год обозначена в инвентаре Мозыря. После 2-го раздела Речи Посполитой (1793 год) в составе Российской империи. В 1879 году село в Скрыгаловском церковном приходе. Согласно переписи 1897 года действовал хлебозапасный магазин. В 1901 году начала работу паровая лесопилка. В 1908 году в Слобода-Скрыгаловской волости Мозырского уезда Минской губернии.
В 1932 году жители вступили в колхоз. Действовала начальная школа (в 1935 году 67 учеников). Во время Великой Отечественной войны 32 жителя погибли на фронте. Согласно переписи 1959 года в составе колхоза «Родина» (центр — деревня Козенки) работали клуб, библиотека, начальная школа, фельдшерско-акушерский пункт.

## Население

### Численность
- 2004 год — 106 хозяйств, 295 жителей.

### Динамика
- 1795 год — 22 двора.
- 1897 год — 25 дворов, 145 жителей (согласно переписи).
- 1908 год — 30 дворов, 222 жителя.
- 1925 год — 49 дворов.
- 1959 год — 429 жителей (согласно переписи).
- 2004 год — 106 хозяйств, 295 жителей.